# Tronto
Tronto (starożytny łaciński Truentus) – jedna z ważniejszych rzek Marchii Ankońskiej we Włoszech, która wyznacza jej naturalną południową granicę z Abruzją; długości ok. 115 km.

## Przebieg rzeki

### Odcinek górny
Źródła Tronto znajdują się w Lacjum w Apeninach w łańcuchu zwanym Monti della Laga (dokładnie z masywu Monte della Laghetta – 2369 m n.p.m.), między Monte Gorzano (2458 m) i Monte di Mezzo (2136 m). W górnym biegu Tronto nazywana jest Pinto. Rzeka spływa w kierunku północnym przez Amatrice w prowincji Rieti. W okolicy miasta do Pinto uchodzi strumień Torrente Neia, mający długość 7,5 km.
Po dopłynięciu do Marchii Pinto zmienia nazwę na Tronto. Raptownie zmienia kierunek z północnego na wschodni. Przepływa przez Arquatę del Tronto i Acquasantę Terme. Tutaj uchodzi do niej strumień Fluvione.
Następnie rzeka przepływa przez Ascoli Piceno, gdzie od prawej strony uchodzi do niej główny jej dopływ Torrente Castellano (długości ponad 40 km, wypływający również z Monti della Laga, mianowicie z Cima Lepri – 2455 m). Za miastem wody Tronto zasila sporych rozmiarów strumień Chiaro.

### Odcinek dolny
Za Ascoli Piceno rzeka traci na wartkości. Wzdłuż Tronto przebiega autostrada Ascoli-San Benedetto del Tronto. Bieg Tronto wyznacza również naturalną granicę pomiędzy Marchią na północy (Prowincja Ascoli Piceno) i Abruzją na południu (Prowincja Teramo). Od tego momentu, poza mizernym strumieniem Fiobbo, rzeka nie jest już zasilana przez żaden dopływ. Ujście Tronto znajduje się nad Morzem Adriatyckim pomiędzy miejscowościami Porto d'Ascoli w gminie San Benedetto del Tronto i Martinsicuro w prowincji Teramo.

## Aspekty hydrologiczne
Tronto jest jedną z największych rzek Marchii Ankońskiej ze swoim natężeniem przepływu wynoszącym u ujścia 17 m³/s.
Znaczne przybory notowane są w okresie jesiennych deszczy.

## Historia
W swoim dolnym biegu Tronto stanowiło przez wieki naturalną granicę pomiędzy Państwem Kościelnym na północy i Królestwem Neapolu/Królestwem Obojga Sycylii na południu. W czasach Republiki Włoskiej oddziela Marchię od Abruzji.